# Chartreuse de la Verne
Pour les articles homonymes, voir Chartreuse Notre-Dame (homonymie).
La chartreuse de la Verne dite monastère Notre-Dame de Clémence de La Verne, est un ancien établissement de Chartreux, fondé en 1170, situé sur la commune française de Collobrières, au cœur du massif des Maures, à la limite des diocèses de Fréjus et Toulon dans le département du Var, en région Provence-Alpes-Côte d'Azur.
Elle est classée au titre des monuments historiques.

## Étymologie
Plusieurs hypothèses existent quant à l'origine de son nom, : le mot latin verna signifie esclave (de naissance); le mot aulnes en latin populaire, vernium, évoque son environnement (d'où la traduction Notre-Dame des Aulnes ou de l'Aulnaie ; en provençal verno, arbre courant dans cette contrée), une déesse païenne Laverna qui aurait eu un temple, enfin ce mot était utilisé pour désigner les descendants des Sarrasins de Fraxinet (La Garde Freinet).
Enfin, une colline toscane chère à saint François d'Assise porte ce nom de La Verna (ou Mont Alverne).

## Historique
Le « bourg castral de Gibouel » apparaît à deux reprises dans les actes de délimitation du domaine de la chartreuse de la Verne : en 1174 sous la forme « als casals de Geboel », en 1223 « ad Collam de Giboel » .
Plusieurs actes du cartulaire de la Verne, tous datés entre 1204 et 1244, contiennent les donations faites à la chartreuse par la famille « de Felgueriis » et par d'autres coseigneurs de Collobrières de terres et de droits situés « ad locum » ou « in territorio quod dicitur Felgueiras ».
C’est vers 1170 que Pierre Isnard, évêque de Toulon, et Frédol d’Anduze, évêque de Fréjus, décident de fonder un monastère sous le vocable de la Vierge et choisissent l’ordre des Chartreux déjà présent à Montrieux, dans le diocèse de Marseille. La première église romane fut consacrée le 3 octobre 1174. Elle fut détruite par un incendie et reconstruite, mais fut pillée en 1416 par les seigneurs de Bormes. Le monastère subsista jusqu'au départ des Chartreux en Italie, à la Révolution.
Le 2 novembre 1789, l'Assemblée constituante décrétait la confiscation des biens de La Verne et l'inventaire des biens en juin 1790 indiquait que la communauté se composait alors de 16 membres : onze pères et cinq convers.
De la période romane, il reste très peu d'éléments: le mur nord de l'église ainsi qu'une partie de l'abside.
La cloche d’origine du XVIIe siècle a été placée sur un socle dans le grand vestibule d’entrée de la mairie de Collobrières.
La cloche d'appel ou tintenelle a, elle, été classée au titre des objets mobiliers, le 26 juin 1982.
La chartreuse de la Verne était alimentée par une série de mines d'eau. Les quatre galeries, fermées par une grille, s'ouvrent en retrait du bassin de recollement des eaux en bordure de la piste, à peu de distance de la poterne.

## Les prieurs de La Verne
Les chartreuses sont soumises à l'autorité d'un prieur, élu par ses comprofès ou désigné par les supérieurs majeurs.
- Didier, évêque de Toulon, premier prieur.
- Étienne, autre évêque de Toulon.
- Bertrand de Correns, prieur en 1190[16].
- Denys de Sailli, d'Aumalle, profès de Villeneuve, prieur de Bonpas (1623-31); prieur d'Aix (1631-33) ; prieur de la Verne (1633-38) ; de nouveau prieur de Bonpas (1638-40); où il meurt le 28 mai 1640[17].
- Jean-Baptiste Giraud, de Valensole, profès de Villeneuve, prieur du Val-Sainte-Marie (1610-21), de Montrieux (1621-26), de la Verne (1626-32); de nouveau de Montrieux (1632-33); prieur d'Aix (1633-34) ; de nouveau du Val Ste-Marie (1634-39) et (1642-45); et une seconde fois à la Verne (1645-46), où il meurt le 2 novembre 1646.
- Mathias Régis, profès de Villeneuve, fut d'abord prieur de la Verne (1726-28) ; et d'Aix de 1728 à sa mort en 1748.
- Alexandre Perraud, profès de Villeneuve, nommé prieur d'Aix (1764-72) alors transféré au priorat de la Verne où il est mort en 1775.
- Joseph-Claude de Geoffroy, né à Draguignan le 14 janvier 1730, prieur de la Verne de 1775 à 1777[18].

## Les restaurations
La chartreuse fut incendiée en 1214, 1271 et 1318. Le feu détruisit tous les bâtiments sauf l'église. Reconstruite à plusieurs reprises, la chartreuse eut un grand rayonnement spirituel jusqu'à la Révolution. En effet, en 1790, tous les biens ont été mis sous séquestre, puis en 1792, après le départ des chartreux, les bâtiments et terrains sont vendus comme biens nationaux. Le 1er mars 1961, l'administration des Eaux et Forêts devient affectataire des lieux.
Les bâtiments actuels sont essentiellement de la fin du XVIIe et du XVIIIe siècle. On employa pour cette restauration, notamment pour les parties monumentales (portails, frontons, arcatures...) la serpentine des Maures, pierre dure de couleur verte mettant en valeur les encadrements des ouvertures, . Cette pierre fut extraite dans les carrières de La Môle et montée par les pistes jusqu'à la Chartreuse.
Les ruines de l'ancienne chartreuse de la Verne ont été classées au titre des monuments historiques ("vestiges de la forêt") par décret du 18 janvier 1921  cloître ; cour ; communs ; chapelle ; jardin ; four à pain ; moulin et fontaine, à l’exception du bâtiment d’exploitation agricole, de la cour hors cloître qu’ils entourent .
L'Administration des Eaux et Forêts, devenu affectataire du site le 1er mars 1961, à l'exception des bâtiments d'exploitation agricole et de la cour d'honneur, contribua aux premiers travaux d'entretien pour permettre l'hébergement de son personnel.
Une restauration, précédée d'une étude préalable d’ensemble, réalisée par Dominique Larpin, architecte en chef des monuments historiques, puis un repérage précis, effectué d'une part par l'association des Amis de la Verne créée en août 1968 et qui était devenue locataire le 15 janvier 1968, et d'autre part du Groupement "R.E.M.P.ART" de toutes les pierres découvertes dans les ruines environnantes, et enfin une maîtrise d'œuvre réalisée par Francesco Flavigny, architecte en chef des monuments historiques, ont permis de réaliser des travaux de restauration/restitution et réutilisation de grande qualité.
Compte tenu de la dégradation permanente de la piste forestière, le Conseil général du Var a procédé à l'aménagement du revêtement de la route facilitant l'accès au site dans de bonnes conditions de sécurité. Un parking a été aménagé permettant d'accéder au site à pied dans les pas des moines et admirer ce paquebot de pierre dans son ilot de lumière au cœur des Maures.

## Renaissance de la vie monastique
Depuis 1983, l’ancienne chartreuse abrite pendant seulement  deux ans une communauté de moines de Bethléem puis une communauté de moniales de Bethléem les remplacèrent, ce qui lui a permis de retrouver sa vocation monastique, tout en maintenant le monument ouvert au public. Elles sont une trentaine à se partager des ermitages. Dans un ermitage témoin, ouvert à la visite, on découvre un agencement défini selon le modèle des Chartreux.
L'ancien maître-autel de la chartreuse de la Verne se trouve à la chartreuse de Montrieux.
Au dessus de la poterne la statue de Notre-Dame de Clémence a repris sa place après réfection et accueille les visiteurs.

## Galerie

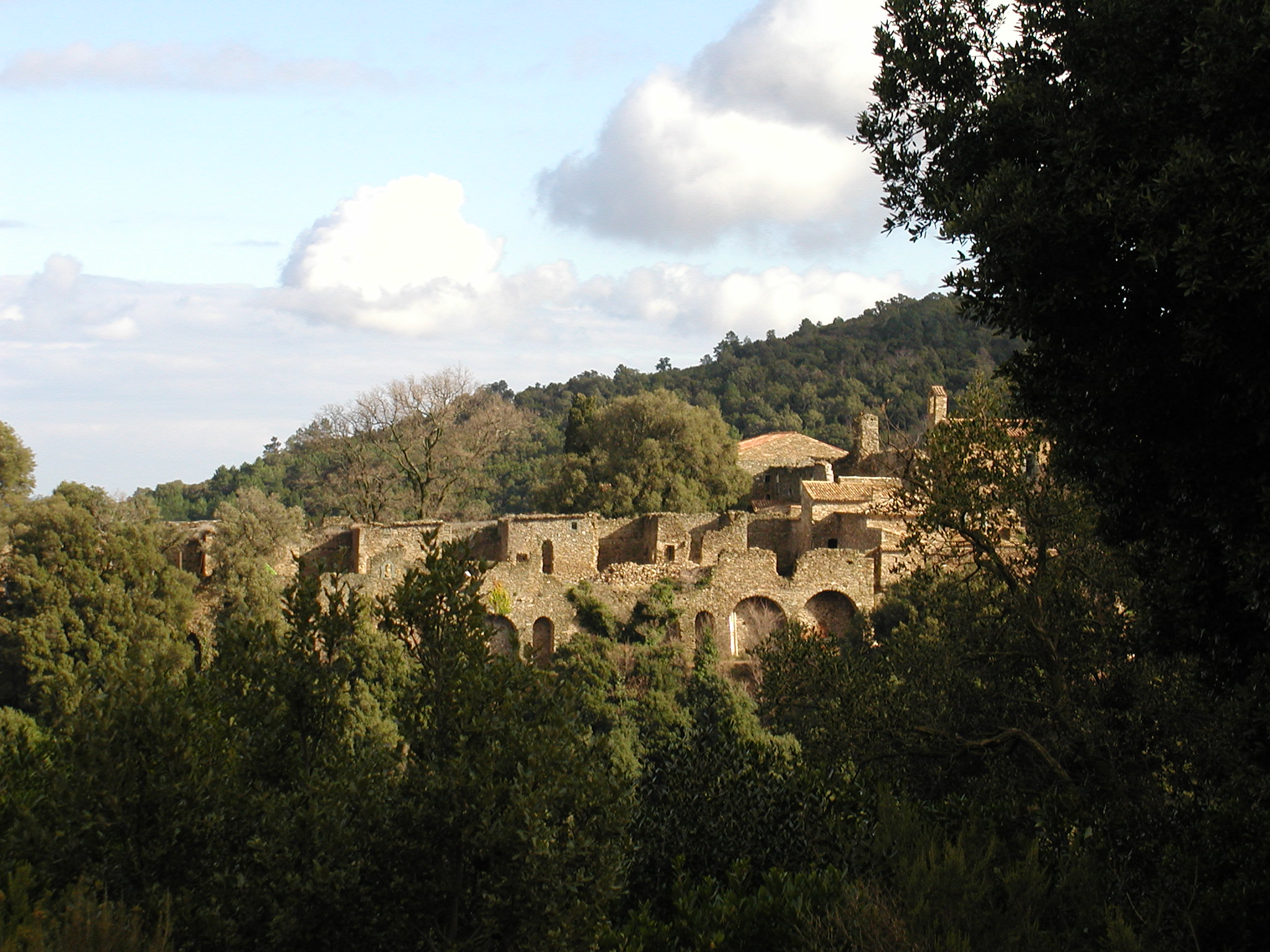
La Chartreuse dans le massif des Maures
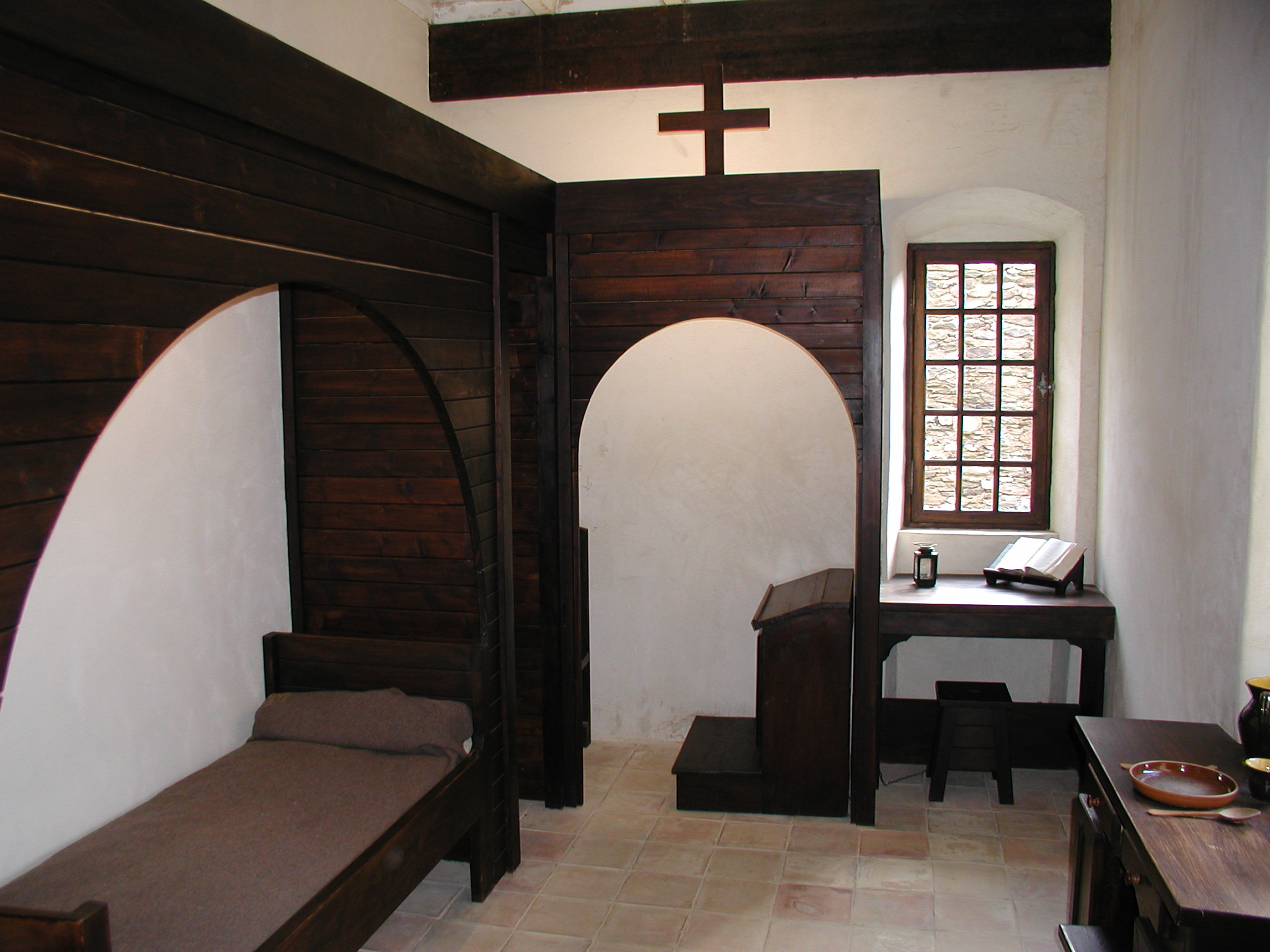
Exemple de cellule
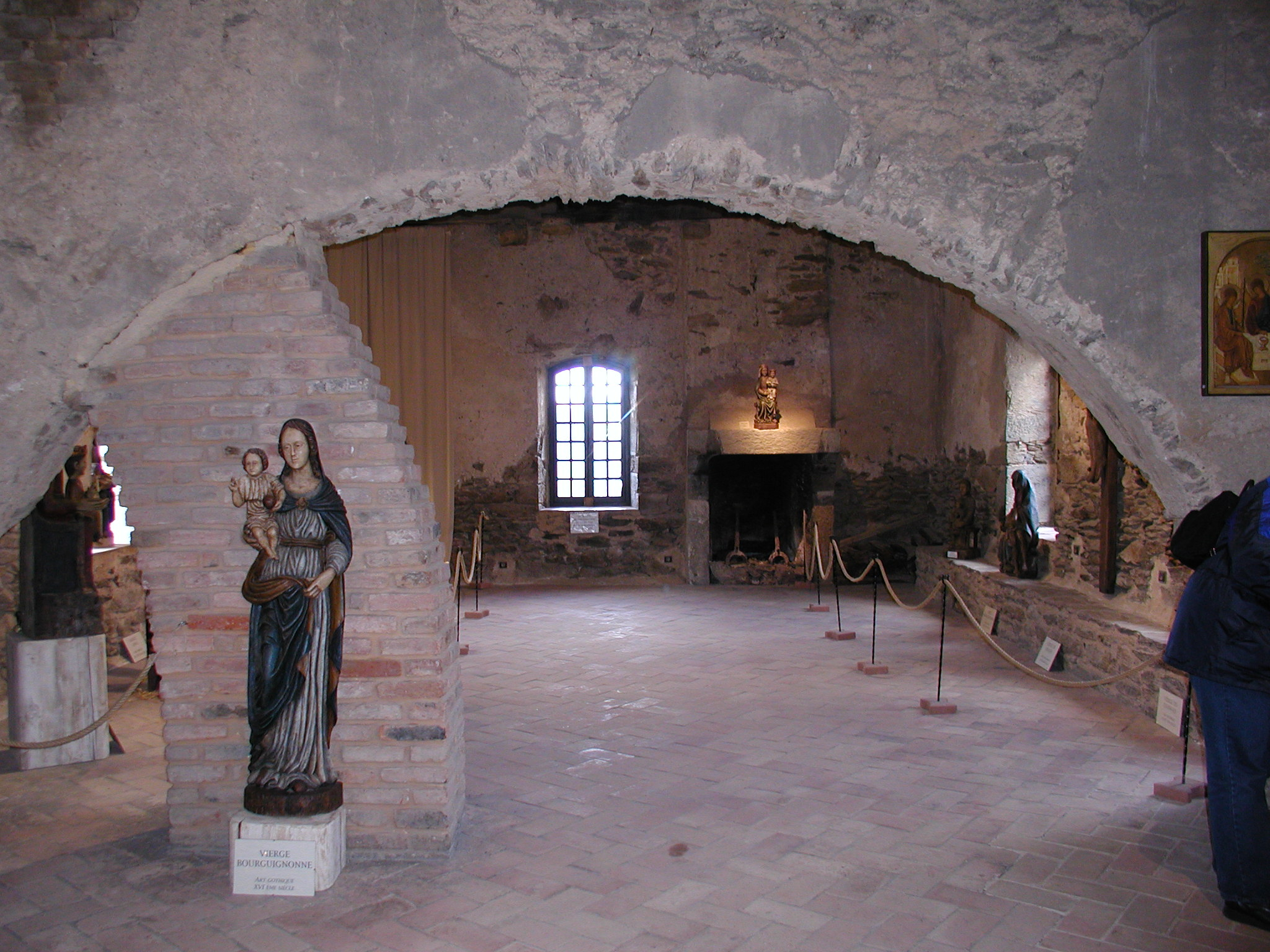
L'accueil
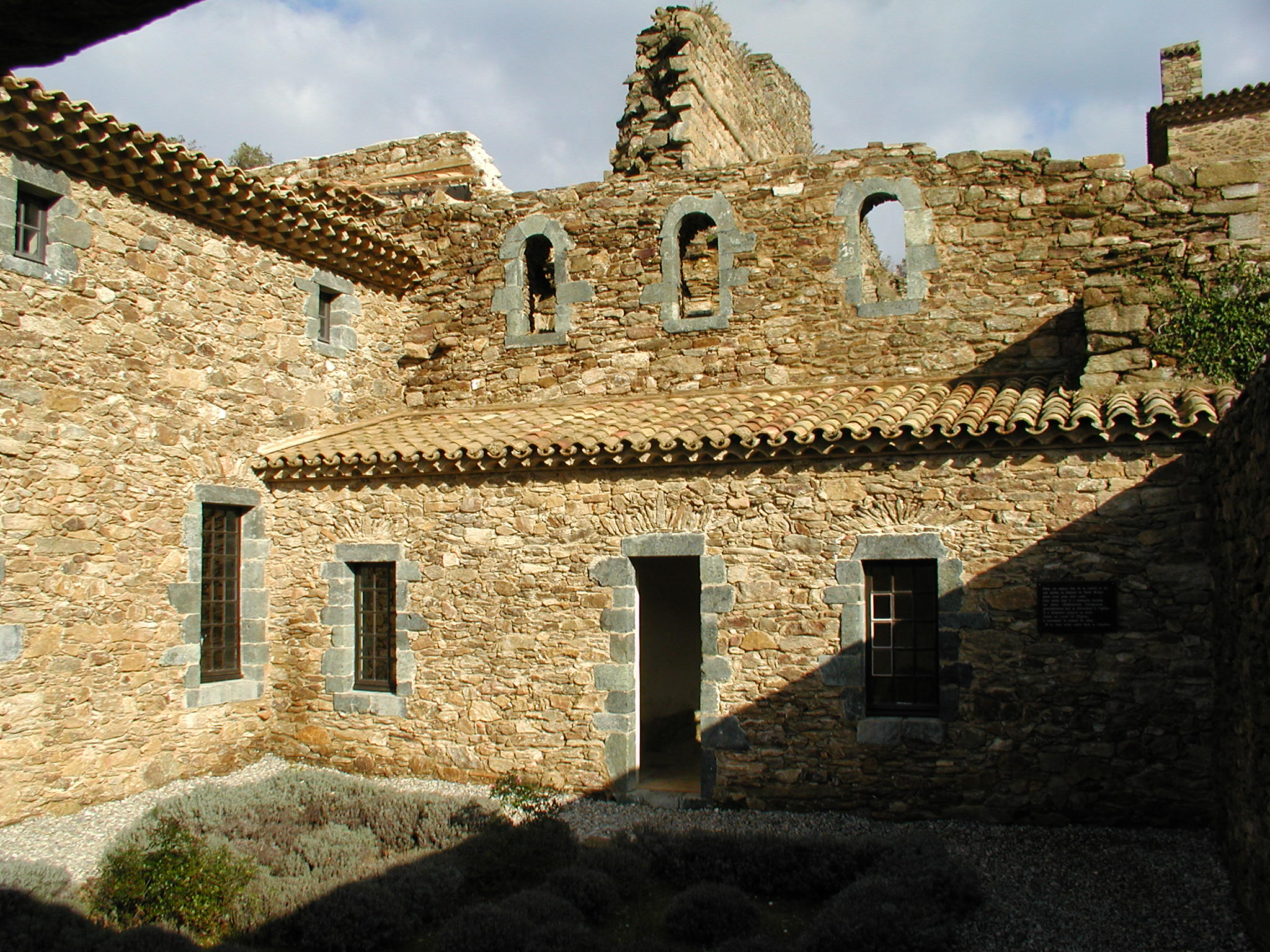
Restauration des maçonneries
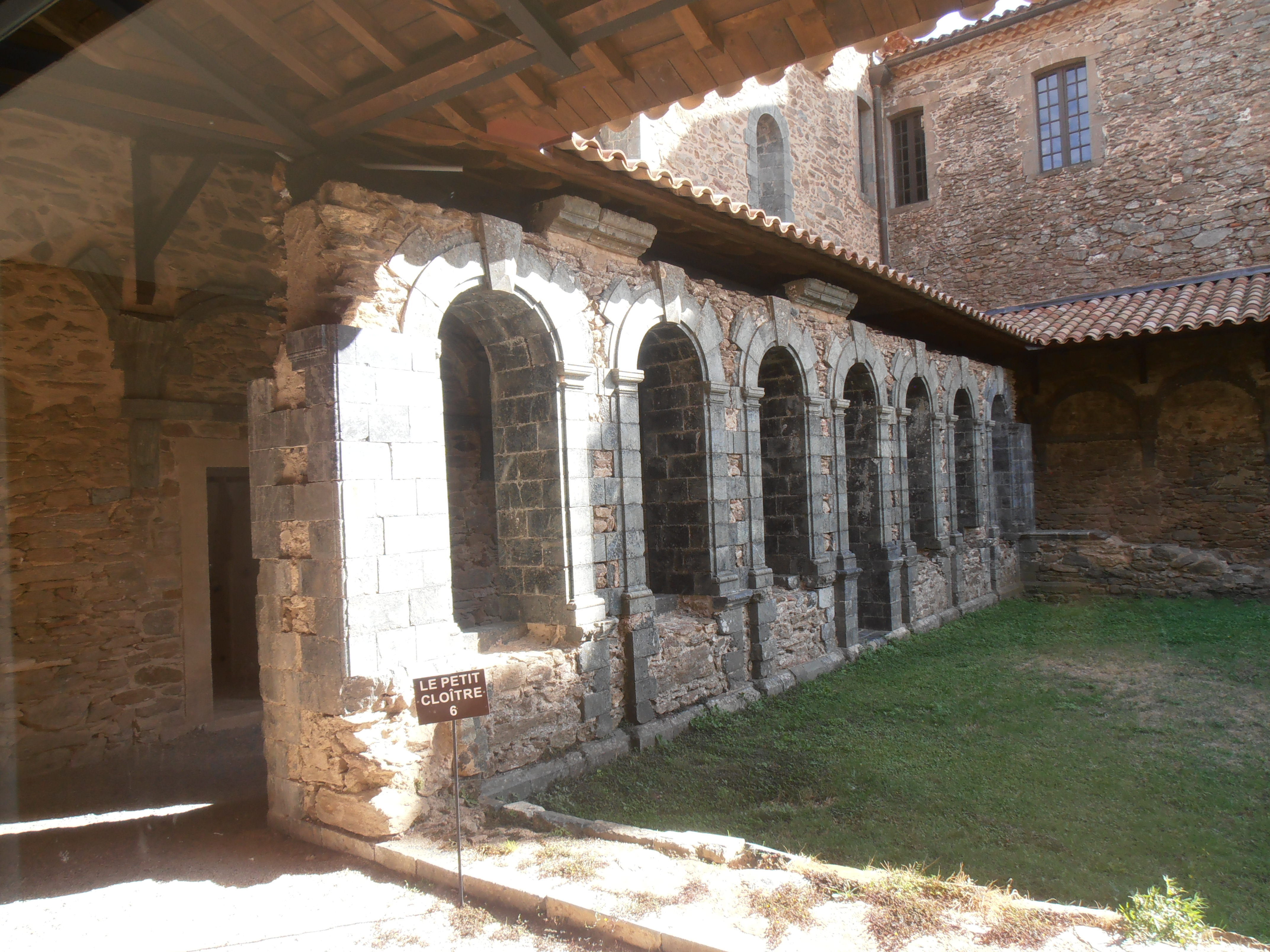
Petit cloître
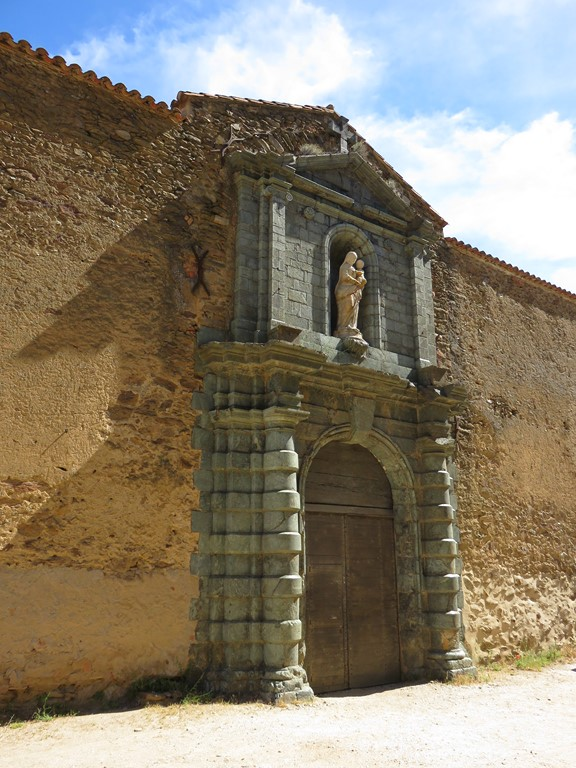
Portail de la Chartreuse